# Jan Szeruda

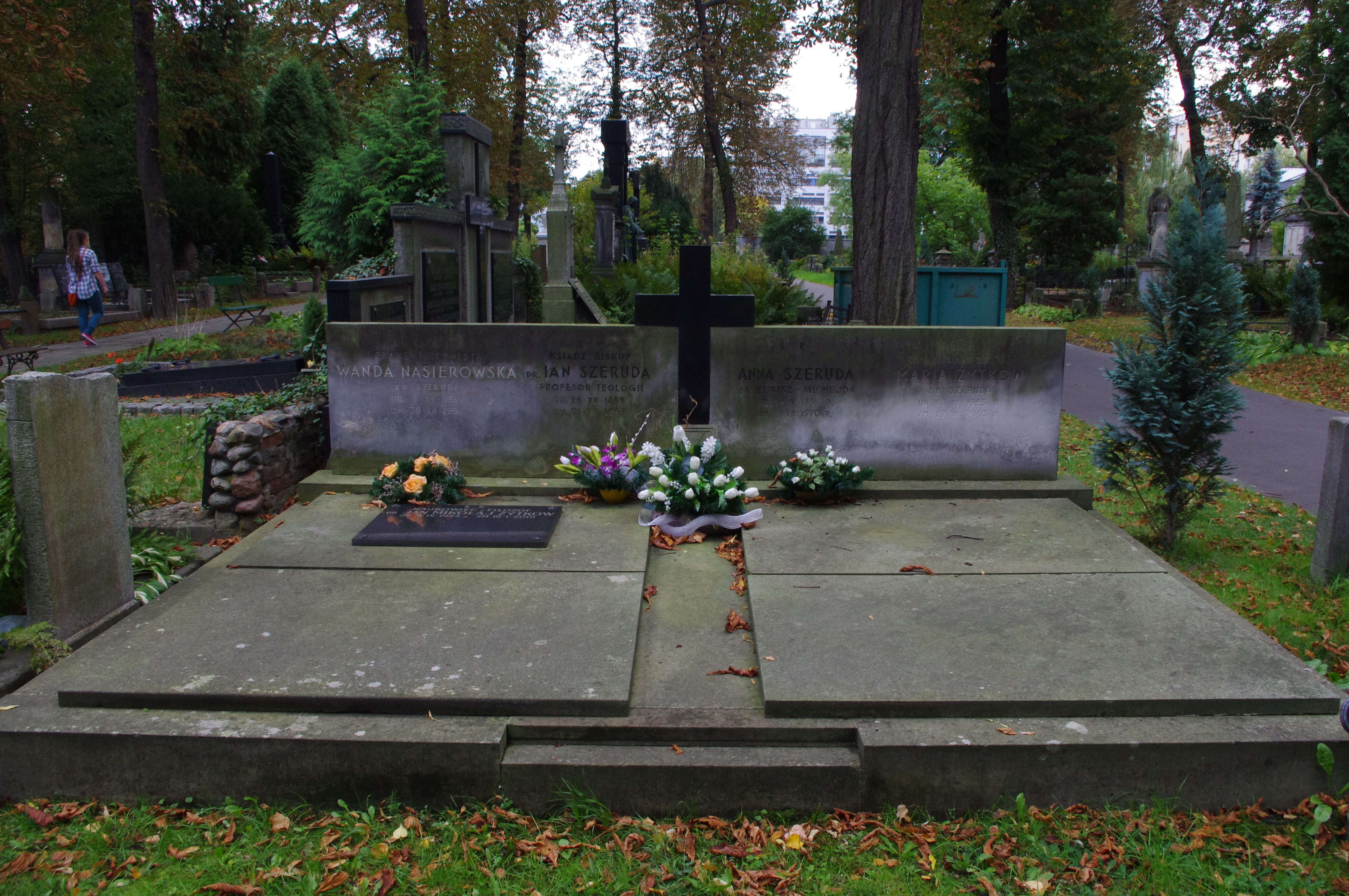
Grób biskupa Jana Szerudy na cmentarzu ewangelicko-augsburskim w Warszawie

Jan Szeruda (ur. 26 grudnia 1889 w Wędryni, zm. 21 marca 1962 w Warszawie) – duchowny Kościoła Ewangelicko-Augsburskiego w Polsce, pełniący obowiązki biskupa (zwierzchnika) Kościoła w latach 1945–1951, biblista i teolog protestancki.

## Życiorys
Ukończył gimnazjum polskie w Cieszynie, a następnie studia teologiczne w Wiedniu i Halle. W 1915 objął posadę prefekta w polskim gimnazjum w Orłowej i w szkole podstawowej w Cieszynie, a w 1917 został wikariuszem parafii ewangelickiej w Nawsiu. Po I wojnie światowej, gdy organizowano Wydział Teologii Ewangelickiej na Uniwersytecie Warszawskim, został przez władze kościelne przewidziany do pracy naukowej na tym wydziale. W związku z tym w 1920 uzupełniał studia w Bazylei, gdzie uzyskał stopień licencjata. Po powrocie rozpoczął pracę dydaktyczną na Uniwersytecie Warszawskim. W 1922 został mianowany profesorem nadzwyczajnym, a w 1929 profesorem zwyczajnym oraz kierownikiem Katedry Egzegezy Starego Testamentu i Języka Hebrajskiego na Wydziale Teologii Ewangelickiej UW. Zajmował się też dziejami polskiego piśmiennictwa ewangelickiego.
Brał czynny udział w pracach towarzystw naukowych, był członkiem Polskiej Akademii Umiejętności, Towarzystwa Badań Dziejów Reformacji w Polsce, Towarzystwa Naukowego Warszawskiego. Podczas okupacji prowadził wykłady z teologii na tajnym uniwersytecie, gdzie pełnił funkcję dziekana.
Po wyzwoleniu w 1945 został wybrany prezesem Tymczasowego Konsystorza Kościoła Ewangelicko-Augsburskiego, a w czerwcu 1945 tymczasowym biskupem (zwierzchnikiem) Kościoła. Funkcję tę pełnił do czasu wyboru w 1951 biskupa Kościoła przez pierwszy zwołany zwyczajny Synod Kościoła. Wówczas władze nie zgodziły się na jego wybór na stanowisko biskupa. Jako p.o. biskupa odbudowywał rozbity w czasie II wojny światowej Kościół. Po wojnie nie godził się na poddaństwo Kościoła wobec władz partyjno-państwowych. Ta jego postawa spowodowała, że został pozbawiony przywództwa w Kościele Ewangelicko-Augsburskim.
Wznowił też wykłady na Wydziale Teologii Ewangelickiej na Uniwersytecie Warszawskim, w 1954 przekształconym w samodzielną Chrześcijańską Akademię Teologiczną w Warszawie. Uczestniczył aktywnie w pracach komisji przekładowej powołanej przez Brytyjskie i Zagraniczne Towarzystwo Biblijne nad nowym tłumaczeniem, znanym później jako Biblia warszawska.
Został pochowany na cmentarzu ewangelicko-augsburskim w Warszawie (aleja E, grób 12).

## Wybrane publikacje
- Księga psalmów, Brytyjskie i Zagraniczne Towarzystwo Biblijne w Warszawie, 1937 i 1957
- Amos – prorok i proroctwo, Warszawa: Wydawnictwo Literatury Religijnej, 1960.
- Charakter narodowy i uniwersalny religji izraelskiej, Warszawa: „Zwiastun Ewangeliczny”, 1922.
- The Protestant Churches of Poland, London: 1938 (London : Eyre a Spottiswoode).
- Słowniczek hebrajsko-polski, Lwów: Książnica polska, 1921.
- Das Wort Jahwes. Eine Untersuchung zur israelitisch-jüdischen Religionsgeschichte, Łódź: 1921.
- Zarys dziejów teologii ewangelickiej w Polsce, Kraków: Polska Akademia Nauk, 1953[4].